# Dames van Oranje
Dames van Oranje is een Nederlands televisieprogramma van de NCRV. Het programma was in 2009 in acht afleveringen te zien en werd gepresenteerd door Jetske van den Elsen.

## Het programma
Van den Elsen probeert erachter te komen hoe de zeven prinsessen van Oranje (Máxima, Mabel, Laurentien, Marilène, Annette, Anita en Aimée), voorheen 'burgermeisjes', hun leven leiden. Door middel van interviews met de desbetreffende personen en kenners van het koningshuis wordt een beeld geschetst van hun werk en privéleven.

## Trivia
- Eind 2010 kwam er een vervolg op dit programma met Heren van Oranje, waarin de zeven prinsen van Oranje gevolgd werden.